# Zlatá brána (Jeruzalém)

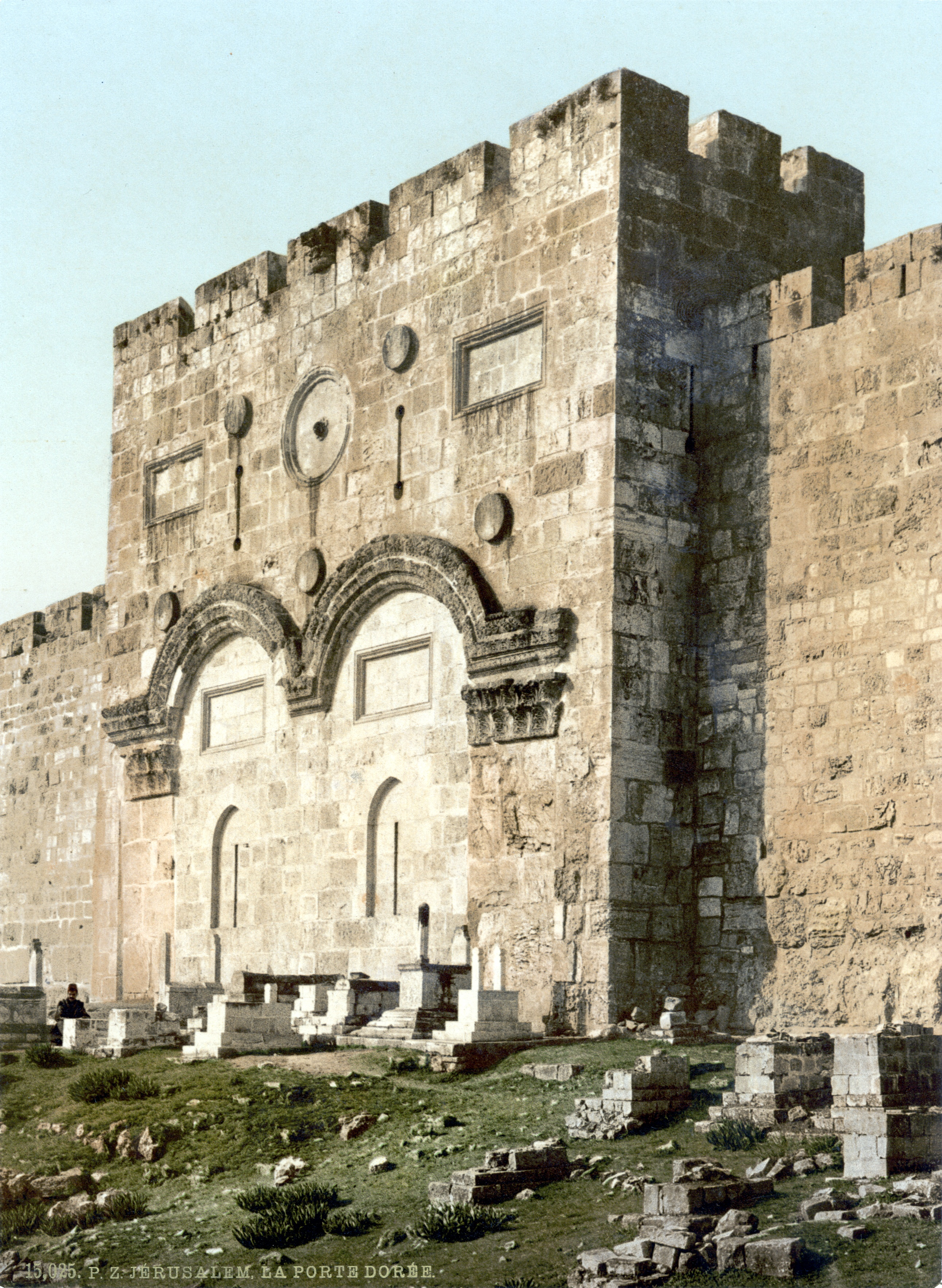
Zlatá brána

Zlatá brána nebo brána Milosrdenství (hebrejsky שער הרחמים‎, ša'ar ha-Rachamim) je jedna z uzavřených bran v jeruzalémských hradbách. Tato brána byla uzavřena v 16. století na pokyn sultána Sulejmana I. Důvodem byla stará židovská tradice, podle níž by touto branou měl vstoupit Mesiáš. Sulejman se tudíž rozhodl bránu zapečetit, aby tak Mesiášovu příchodu zabránil.
Jeruzalémských bran je celkem 11. Z toho 7 bran je otevřených a 4 uzavřené.